# Marco d’Aviano

Der selige Pater Marco d’Aviano

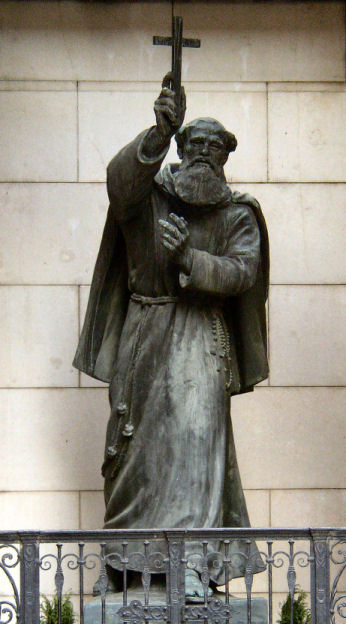
Statue vor der Kapuzinerkirche in Wien

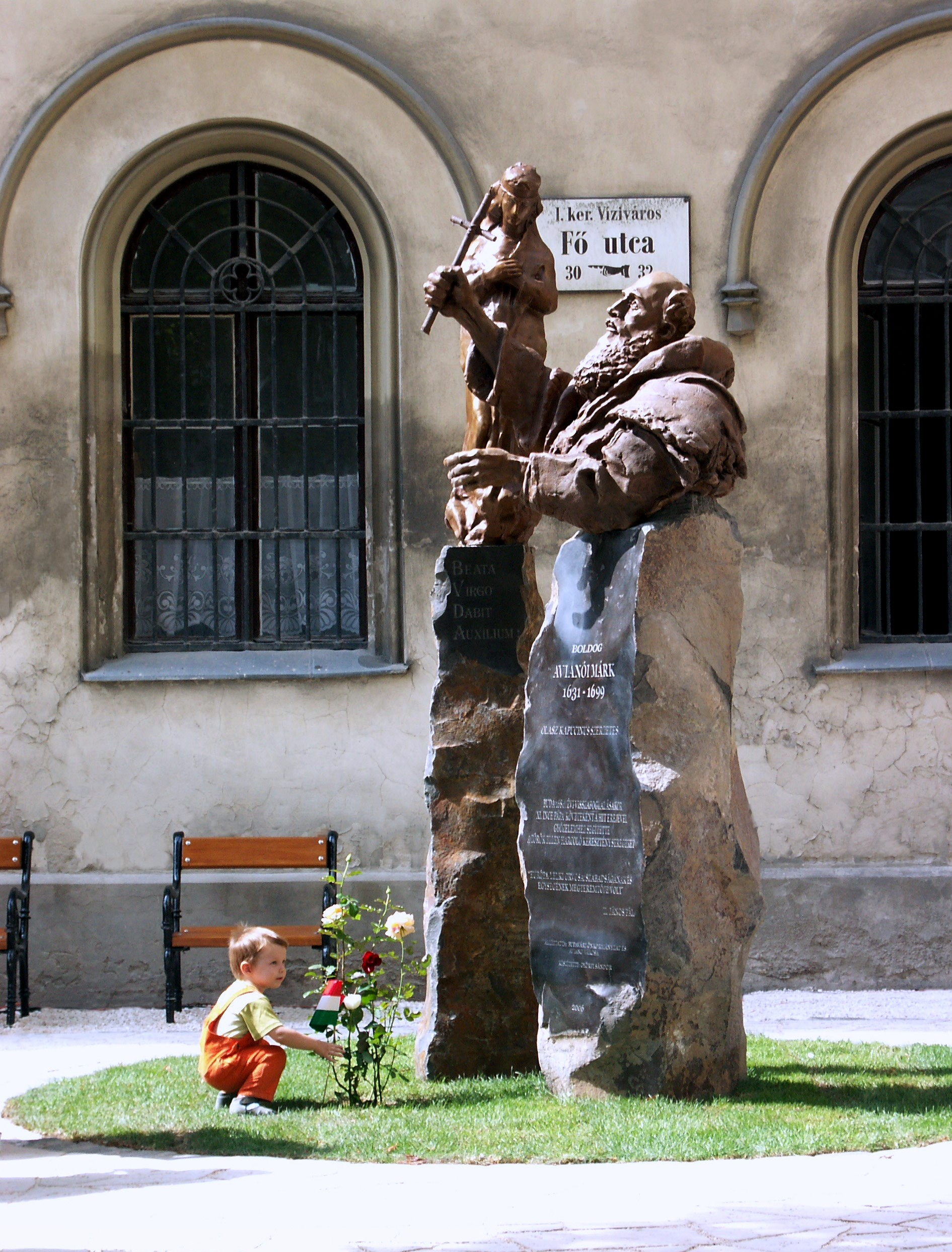
Statue des Seligen vor der Kapuzinerkirche in Budapest

Marco d’Aviano (* 17. November 1631 in Aviano, Republik Venedig; † 13. August 1699 in Wien) war ein Ordenspriester und Kapuziner. In der katholischen Kirche wird er als Seliger verehrt.

## Leben
D’Aviano kam am 17. November 1631 in Aviano (Friaul) als Sohn des Marco Cristofori (auch Christophori geschrieben) und der Rosa geb. Zannoni zur Welt und wurde bei der Taufe Carlo Domenico genannt. 1648 trat er in den Kapuzinerorden ein und nahm zur Einkleidung den Ordensnamen  Marco an. Am 21. November 1649 legte er die Profess ab. Nach dem Theologiestudium empfing er am 18. September 1655 die Priesterweihe.
P. Marco wirkte als Prediger in ganz Italien. Eine wunderbare Heilung 1676 machte ihn über die Grenzen Italiens bekannt. Seine Predigten in lateinischer oder italienischer Sprache, bei denen er eine Vertiefung des Glaubens, ein Bereuen der Sünden und Buße forderte, waren oft von Massenbekehrungen und Wundern begleitet. Seine Missionsreisen führten ihn auch nach Frankreich, Flandern und Westfalen. Auf seiner zweiten Missionsreise 1681 gelang ihm der Legende nach sogar von Lüttich aus eine Fernheilung an der Thorner Stiftsdame Clara Elisabeth von Manderscheid-Blankenheim.
Nach einem Zusammentreffen mit Kaiser Leopold I. im Jahr 1680 wurde er dessen freundschaftlicher Berater und Seelsorger. 1683 war er päpstlicher Legat bei der zweiten Türkenbelagerung Wiens. Er überzeugte Karl V. von Lothringen, dem polnischen König Johann III. Sobieski den Oberbefehl des Entsatzheeres zu überlassen und rasch gegen Wien vorzurücken. Er wird wegen seines politisch-kirchlichen Einsatzes auch als Retter Wiens bezeichnet. Bis 1689 nahm er als Prediger und Seelsorger an Feldzügen gegen die Türken teil. Verbrieft ist jedoch lediglich die Anwesenheit d’Avianos bei der Einnahme von Ofen 1686 und Belgrad 1687. Marco d’Aviano engagierte sich gleichzeitig erfolgreich gegen judenfeindliche Ausschreitungen, die etwa in Padua stattfanden und rettete türkische Kriegsgefangene vor dem Tod. Besonders lag ihm das Schicksal der einfachen Soldaten am Herzen, die häufig unversorgt waren. In polemischen Briefen kritisierte er die Hofhaltung und das luxuriöse Leben hoher Offiziere, während einfache Soldaten mangelnder Versorgung und Krankheit zum Opfer fielen.
Marco D’Aviano ist in der Pietàkapelle der Kapuzinerkirche in Wien bestattet.

## Seligsprechung
Am 10. Dezember 1912 wurde sein Seligsprechungsprozess eingeleitet; die Seligsprechung erfolgte am 27. April 2003. In der katholischen Kirche ist sein Gedenktag der 13. August.

## Ikonografie
Marco wird meist im Habit der Kapuziner mit einem Kruzifix in der rechten Hand dargestellt, einem Attribut des geweihten Lebens.

## Rezeption
Marco d’Aviano wurde im Zuge der Jahrhunderte bei den Türkenbefreiungsfeiern in Wien als Held geehrt, wobei er bis 1890 eine eher kleine Rolle in den Feierlichkeiten spielte. Von 1890 bis 1935 wurden jedoch mehrere Bücher über ihn herausgebracht, die nicht primär aus historischem Interesse publiziert wurden, sondern eine bestimmte Politik verfolgten. Im austrofaschistischen Ständestaat gipfelte die politische Vereinnahmung d’Avianos in Vergleichen mit Diktator Engelbert Dollfuß. Kardinal Theodor Innitzer bezeichnete 1933 beide als „Retter des Abendlandes“. In einer groß angelegten Feier wurde am 9. Juni 1935 eine von Hans Mauer geschaffene Statue d’Avianos vor der Kapuzinerkirche enthüllt. Im selben Jahr wurde auch im ersten Wiener Gemeindebezirk die vormalige Schwangasse in Marco-d’Aviano-Gasse umbenannt. Die Gasse liegt zwischen Neuem Markt (wo sich auch die Kapuzinerkirche befindet) und Kärntner Straße.

## Sonstiges
Im Film Die Belagerung von 2012, der die Zweite Wiener Türkenbelagerung behandelt, wird Marco D’Aviano von F. Murray Abraham dargestellt.